# Alvaradoa arborescens
Alvaradoa arborescens är en tvåhjärtbladig växtart som beskrevs av August Heinrich Rudolf Grisebach. Alvaradoa arborescens ingår i släktet Alvaradoa och familjen Picramniaceae. Inga underarter finns listade.